# Rio Chichişul
O Rio Chichişul é um rio da Romênia, afluente do Buzăiel, localizado no distrito de Braşov.